# Larks’ Tongues in Aspic
Az 1973-as Larks’ Tongues in Aspic a King Crimson ötödik nagylemeze. Ez az együttes harmadik felállásának debütáló albuma. Szerepel az 1001 lemez, amit hallanod kell, mielőtt meghalsz című könyvben.

## Az album dalai
A dalszövegeket Richard Palmer-James írta.
| 1. | Larks’ Tongues in Aspic, Part One | David Cross, Robert Fripp, John Wetton, Bill Bruford, Jamie Muir | 13:36 |
| 2. | Book of Saturday                  | Fripp, Wetton, Richard Palmer-James                              | 2:49  |
| 3. | Exiles                            | Cross, Fripp, Palmer-James                                       | 7:40  |

| 1. | Easy Money                        | Fripp, Wetton, Palmer-James         | 7:54 |
| 2. | The Talking Drum                  | Cross, Fripp, Wetton, Bruford, Muir | 7:26 |
| 3. | Larks’ Tongues in Aspic, Part Two | Fripp                               | 7:12 |

## Közreműködők
- Robert Fripp – gitár, mellotron, elektromos zongora
- John Wetton – basszusgitár, ének, akusztikus zongora
- Bill Bruford – dob
- David Cross – hegedű, brácsa, mellotron, fuvola, elektromos zongora
- Jamie Muir – ütőhangszerek

## Fordítás
Ez a szócikk részben vagy egészben a Larks' Tongues in Aspic című angol Wikipédia-szócikk ezen változatának fordításán alapul.  Az eredeti cikk szerkesztőit annak laptörténete sorolja fel. Ez a jelzés csupán a megfogalmazás eredetét és a szerzői jogokat jelzi, nem szolgál a cikkben szereplő információk forrásmegjelöléseként.